# خانواده سرانو
خانوادهٔ سرانو (اسپانیایی: Los Serrano‎) یک مجموعهٔ تلویزیونی کمدی-درام اسپانیایی است که در سال ۲۰۰۳ منتشر شد.

## گزیدهٔ بازیگران
- آنتونیو رسی‌نس
- بلن روئدا
- ورونیکا سانچس
- فران پره‌آ
- ناتالیا سانچس
- بیکتور الیاس
- خورخه خورادو
- خسوس بونیا
- خولیا گوتیه‌رس کابا
- مرسه یورنس
- نوریا گونسالس
- آله‌خو سائوراس
- الکساندرا خیمنس
- خاویر گوتیه‌رس آلبارس
- الکس گونزالس
- جیمی بارناتان
- میگل ریان
- هیدی میچل
- ناتالیا وربکه
- دافنه فرناندس
- پیلار کاسترو
- لیدیا بش
- ماریانا کوردرو
- آدریان رودریگز
- خورخه فرناندس مادینابئیتیا
- آنتونیو مولرو
- پپا آنیورته
- گوئیزالته نونیس
- ایگناسیو مونتس
- میشل گورفی
- آنه گابارائین
- تینا سائینس
- چما بلاسکو